# Дрогобицький міський комітет Комуністичної партії України
Дрогобицький міський комітет Комуністичної партії України — орган управління Дрогобицькою міською партійною організацією КП України (1939–1991 роки). До 21 травня 1959 року підпорядковувався Дрогобицькому обласному комітету КПУ, а після ліквідації Дрогобицької області — Львівському обласному комітету КПУ.

## Перші секретарі міського комітету (міськкому)
- листопад 1939 — червень 1941 — Ткач Яків Микитович
- травень 1944 — грудень 1946 — Олексенко Степан Антонович
- 1946 — вересень 1949 — Горобець Іван Григорович
- вересень 1949 — січень 1950 — Олексенко Степан Антонович
- січень 1950 — серпень 1950 — Максимов Панас Панасович
- серпень 1950 — 29 листопада 1953 — Костюк Олексій Григорович
- 29 листопада 1953 — 27 грудня 1958 — Жуков Тимофій Семенович
- 27 грудня 1958 — 7 травня 1968 — Закрой Георгій Гаврилович
- 7 травня 1968 — 9 грудня 1969 — Чечель Віктор Антонович
- 9 грудня 1969 — 26 серпня 1985 — Барібан Володимир Платонович
- 26 серпня 1985 — 30 травня 1987 — Борисюк Віктор Миколайович
- 30 травня 1987 — серпень 1991 — Радзієвський Олексій Васильович

## Другі секретарі міського комітету (міськкому)
- листопад 1939 — червень 1941 — Гребенник Петро Максимович
- серпень 1944 — 1945 — Щолоков Пилип Онисимович
- 1945 — листопад 1946 — Штефан Михайло Миколайович
- листопад 1946 — 1947 — в.о. Клещенко Іван Данилович
- 1947 — січень 1947 — в.о. Коротков Степан Давидович
- січень 1947 — січень 1950 — Максимов Панас Панасович
- січень 1950 — вересень 1950 — Бороздін Василь Іванович
- вересень 1950 — 1952 — Мазурцев Андрій Дмитрович
- серпень 1952 — 1953 — Конрад Тамара Трохимівна
- 1953 — 1955 — Безносюк Олександр Сидорович
- 1955 — березень 1959 — Стратонов Анатолій Степанович
- березень 1959 — лютий 1965 — Маценко Надія Іллівна
- березень 1965 — вересень 1968 — Клюсов Віктор Йосипович
- вересень 1968 — 9 грудня 1969 — Барібан Володимир Платонович
- 9 грудня 1969 — 29 січня 1976 — Шавков Петро Іванович
- 29 січня 1976 — 26 серпня 1985 — Борисюк Віктор Миколайович
- 26 серпня 1985 — листопад 1988 — Довгель В'ячеслав Йосипович
- листопад 1988 — 1991 — Дятленко Леонід Федорович

## Секретарі міського комітету (міськкому)
- серпень 1944 — 194.5 — Сопін Олексій Костянтинович
- 1945 — листопад 1946 — Клещенко Іван Данилович (3-й секретар)
- 1945 — листопад 1946 — Александров Семен Прокопович (секретар з кадрів)
- листопад 1946 — 1947 — Коротков Степан Давидович (3-й секретар)
- листопад 1946 — 1947 — Шарінов Г.О. (секретар з кадрів)
- 1947 — 13 серпня 1948 — Скопін Віктор Дмитрович (секретар з кадрів)
- 194.8 — 1948 — Кобець Іван Силович
- 13 серпня 1948 — 194.9 — Клещенко Іван Данилович (3-й секретар)
- 13 серпня 1948 — вересень 1949 — В'язовецький Володимир Мусійович (секретар з кадрів)
- вересень 1949 — січень 1950 — Дудак Іван Якович
- 195.0 — вересень 1950 — Мазурцев Андрій Дмитрович
- 1950 — 1953 — Панченко Василь Прокопович
- 1950 — 1952 — Гриценко Тетяна Тимофіївна
- 1953 — грудень 1957 — Конрад Тамара Трохимівна
- грудень 1957 — березень 1959 — Маценко Надія Іллівна
- березень 1959 — 196.2 — Потайчук Іван Миколайович
- 1964 — 10 липня 1968 — Брик Михайло Васильович
- 10 липня 1968 — 9 грудня 1969 — Шавков Петро Іванович
- 9 грудня 1969 — 197.3 — Малюк Ода Порфиріївна
- 197.4 — квітень 1977 — Григоренко Володимир Семенович
- квітень 1977 — 16 листопада 1979 — Рубнікович Ганна Петрівна
- 16 листопада 1979 — 1990 — Голодненко Ірина Степанівна
- 1990 — 1991 — Чирка Анатолій Ілліч